# Short Admiralty Type 166
El Short Admiralty Type 166 fue un hidroavión de alas plegables biplaza británico de reconocimiento, bombardeo y transporte de torpedos de la década de 1910, diseñado por Short Brothers.

## Desarrollo
El Short Admiralty Type 166 fue diseñado como un avión "plegable" para operar desde el Ark Royal como torpedero-bombardero. Se encargaron originalmente seis aviones, conocidos en Shorts como Type A, antes del estallido de la Primera Guerra Mundial, y se les asignaron las matrículas del Almirantazgo de la 161 a la 166. Como era normal en ese momento, el modelo fue designado Admiralty Type 166, por la matrícula naval del último avión del lote. A veces, el avión es referido como Short S.90 (S.90 era el número de serie del fabricante del primer avión, matrícula naval 161).
El Type 166 era similar al anterior Short Type 136, pero un poco más grande, y fue diseñado desde el principio como torpedero, aunque nunca se utilizó en esa función.

## Diseño
El Type 166 era un biplano de dos vanos con dos flotadores de madera, con un timón acuático instalado en el flotador de cola, además de un flotador estabilizador montado cerca de la punta alar, debajo de cada ala inferior. Estaba propulsado por un motor Salmson de 149 kW (200 hp) montado en el morro.
Westland Aircraft ensambló un encargo de continuidad de 20 aviones en su fábrica de Yeovil. Los aviones construidos por Westland no tenían capacidad de llevar un torpedo, pero podía transportar tres bombas de 50,8 kg y estaban equipados para llevar equipos de radio. También existía una ametralladora Lewis en la cabina trasera, que era operada por el observador.

## Operadores
Grecia
- Armada griega

 Reino Unido
- Real Servicio Aéreo Naval

## Especificaciones
Referencia datos: Westland History Barnes & James

### Características generales
- Tripulación: Dos (piloto y observador)
- Longitud: 12,4 m (40,6 ft)
- Envergadura: 17,5 m (57,3 ft)
- Altura: 4,3 m (14,1 ft) [4]
- Superficie alar: 53,4 m² (574,8 ft²)
- Peso vacío: 1588 kg (3500 lb)
- Peso cargado: 2077 kg (4577,7 lb)
- Planta motriz: 1× motor radial de 14 cilindros en dos filas refrigerado por agua Salmson 2M7.
  - Potencia: 149 kW (206 HP; 203 CV)
- Hélices: Bipala de paso fijo

### Rendimiento
- Velocidad máxima operativa (Vno): 105 km/h (65 MPH; 57 kt)
- Alcance: 4 h

## Aeronaves relacionadas

### Secuencias de designación
- Secuencia Numérica (interna de Admiralty): ← 135 - 136 - 137 - 166 - 179 - 184 - 806 →